# Xã Pine, Quận Allegheny, Pennsylvania
Xã Pine (tiếng Anh: Pine Township) là một xã thuộc quận Allegheny, tiểu bang Pennsylvania, Hoa Kỳ. Năm 2010, dân số của xã này là 11.497 người.